# مها بيرقدار
مها بَيرَقدار الخال (1366- 1446 هـ / 1947- 2025 م) شاعرة ورسامة سورية - لبنانية. وملكة جمال دمشق عام 1967. ولدت في دمشق لأسرة مسلمة، تخرَّجت في مركز الفنون التشكيلية بدمشق، ثم حصلت على دبلوم إدارة أعمال من كليّة الترجمة العليا في مدينة ميونيخ الألمانية. حازت الجنسية اللبنانية بعد زواجها بالشاعر اللبناني السوري الأصل يوسف الخال عام 1970، واعتنقت النصرانية. عملت في الصحافة كاتبةً، ورسَّامة، كما عملت معدّة ومقدِّمة برامج تلفازية وإذاعية في دمشق. كتبت كثيرًا من أغاني الأطفال والأغاني الدينيّة.

## سيرتها

مها بيرقدار حين فوزها بلقب ملكة جمال دمشق

ولدت مها بنت محمد خير بَيرَقدار في مدينة دمشق، يوم الأربعاء 5 ربيع الآخر 1366هـ الموافق 26 فبراير (شُباط) 1947م، ونشأت بها في عائلة مسلمة. كان والدها ضابطًا في الشرطة السورية، مثقفاً، يهوى الرسم ويمارسه، ووالدتها هي نظميّة الأمين رسَّامة أيضًا. ترعرعت مها وهي الابنة الثانية في عائلة مؤلفة من أربعة أولاد.
تلقّت علومها الابتدائية في مدرسة خديجة الكبرى بدمشق، ونالت الشهادة الابتدائية بتفوّق. قبل أن تبدأ أسرتها في التنقل في سنوات تكوينها بسبب طبيعة عمل والدها. خلال الانتقال، شاهدت بيرقدار جمال المناطق النائية السورية، وبدأت الرسم في سن مبكرة. «في سن الرابعة عشرة وضعت باكورة أشعارها وبدأت ريشتها ترسم الملامح والخطوط على دفترها الأبيض الذي ضمّ مجموعة كبيرة من رسوم بطاقات المعايدة».
في سن الخامسة عشرة كانت قد قرأت جميع روائع الأدب الروسي. كانت مهتمة أيضًا بالأدب الألماني. عبَّرت بيرقدار عن رغبتها في تعلم المسرح لكن والدها منعها. ثم تابعت تحصيلها العالي من سنة 1964 وتخرجت في مركز الفنون التشكيلية في دمشق سنة 1967، غادرت إلى ألمانيا لمتابعة دروسها في الرسم، لكن وصلت متأخراً عن بدء العام الجامعي في معهد الفنون، فاستبدلت اختصاصها ودرست إدارة الأعمال فحصلت على دبلوم إدارة أعمال من كلية الترجمة العليا من جامعة ميونيخ في ألمانيا عام 1969. 
فازت بيرقدار بلقب ملكة جمال دمشق عام 1967، وهي تجرِبة لا تتحدث عنها في العادة.

## مسيرتها المهنية
لم تُنشر أول مجموعة شعرية لبيرقدار قدَّمتها إلى النهار. ثم نشرت بيرقدار عدة كتب شعرية منها عشبة الملح، 1989، رحيل العناصر (1995)، الصمت (2004)، علاج الروح (2011). كتبت ورسمت كتب الأطفال وكتبت كلمات الكثير من أغاني الأطفال، والأغاني الدينية. نظَّمت بيرقدار ويوسف الخال معرض جاليري بيروت الأول بين عامي 1970 و1975.
عملت بيرقدار في الإذاعة والتلفزيون السوري الوطني وفي الإذاعات اللبنانية المحلية منتجة ومقدمة برامج ثقافية. بين 1980 و1987 قامت بتحرير ورسم مجلة دار الصياد للنشر. كانت رئيسة تحرير مجلة الفنون والتصميم الداخلي إيوان، ورئيسة تحرير مجلة الجدار الفكرية والثقافية والفنية. في عام 2008، كتبت بيرقدار المسلسل الدرامي التلفزيوني «الطائر المكسور» الذي يلعب فيه طفلاها أدوارًا رئيسة. حاز المسلسل على إشادة بتقييم 4.3 /5 من قبل نقَّاد موقع السينما. في عامي 2010 و2013 على التوالي، كتبت فيلم (قطرة حب) وفيلم (ما بعد الزمان) والتي ظهرت فيهما مع كل من ورد ويوسف في الأدوار الرئيسة.

## آراؤها
ترفضُ بيرقدار نسب نفسها إلى الأدب النسوي كما ترفضُ وضع أي تسميات على الأعمال الأدبية. انتقدت المسلسلات الدرامية اللبنانية لعدم تنوعها الإبداعي. صرَّحت في 2017 بأن الحرب الأهلية السورية شكلت لها «حزنًا عميقًا وكآبة عجيبة».

## مؤلفاتها
- عُشب الملح، مجموعة شعرية، 1986.
- الطائر المكسور، مسلسل تلفزيوني، 2008.
- نقطة حب، مسلسل تلفزيوني، 2010.
- ما بعد الزمان، فلم.

## معارضها
أقامت بيرقدار 15 معرضًا فرديًا و37 معرضًا جماعيًا والعديد من فعاليات قراءة الشعر في لبنان وسوريا والعراق ودول الخليج العربي.   فقط 4 من معارضها أقيمت في وطنها سوريا، كان آخرها قبل اندلاع الحرب الثورة السورية التي تحوَّلت لاحقًا لحرب أهليّة في عام 2011.

## جوائزها
- 1967: ملكة جمال سوريا، «دمشق».[44]
- نالت جائزة أفضل أديبة عربية من مهرجان الأديبات العربيات في سوريا.[18]
- 2004: وسام الاستحقاق الذي منحها إياه الرئيس العماد إميل لحود.[9]
- نالت درعًا تقديرية من قيادة الجيش اللبناني.[9]

## حياتها الخاصة
ذهبت بيرقدار إلى لبنان وهي في الخامسة والعشرين من عمرها لطباعة كتاب شعري في مطبعة النهار للنشر بمسمّاها القديم. في مكاتب النهار، التقت زوجها المستقبلي يوسف الخال، الذي كان يكبرها 31 عامًا. كان الخال شاعرًا وكاتبًا وناقدًا فنيًا، وكان مسؤولًا عن القسم الثقافي في جريدة النهار. أصبحت بيرقدار مفتونةً به على الفور، لكنها غضبت عندما عاملها يوسف بحذر وانتقد عملها بشدة. تحدَّت بيرقدار الخال على قراءة شعرها، مما دفعه إلى مقابلتها مرة أخرى والتعبير عن ولعه بها.
في عام 1970 تزوَّجت بيرقدار بالخال، زواجًا مدنيًّا قبل أن يكون الزواج المدني معروفًا في لبنان، كان يوسف الخال من الطائفة البروتستانتية وهي مسلمة من الطائفة السنية، أنجب الزوجان طفلين هما الممثل يوسف الخال (ولد 1973) والممثلة ورد الخال (ولدت 1971)، وكلاهما مشهوران. بيرقدار التي وُلدت وتربت على دين أهل السنة والجماعة اعتنقت المسيحية. ومع أن يوسف كان بروتستانتيًا، عمَّدا طفليهما في الكنيسة المارونية الكاثوليكية.

## وفاتها

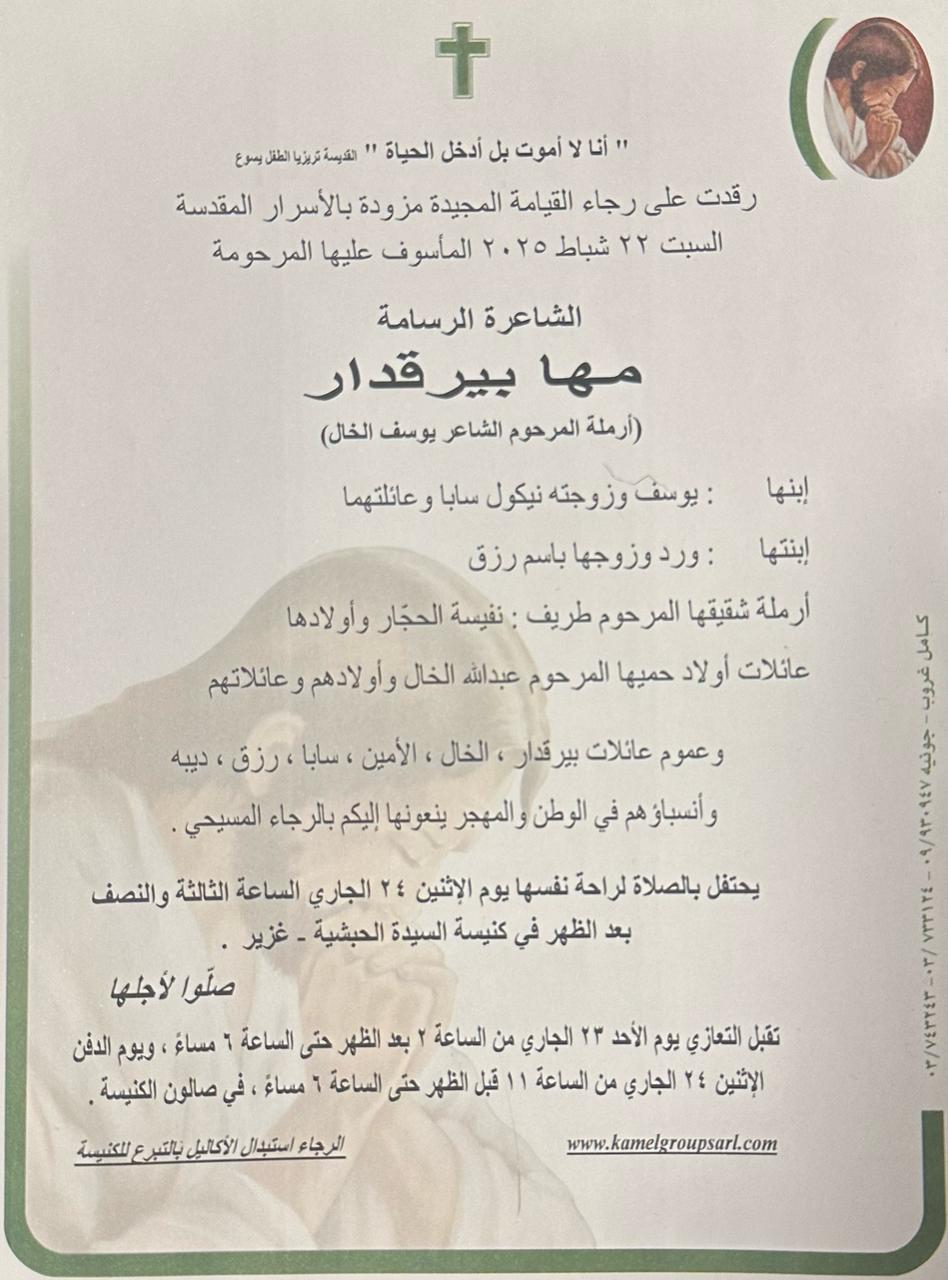
ورقة نعي مها بيرقدار

توفيت مها بيرقدار يوم السبت 23 شعبان 1446هـ الموافق 22 فبراير (شُباط) 2025م.

## وصلات خارجية
- مها بيرقدار على موقع IMDb (الإنجليزية)
- مها بيرقدار على موقع قاعدة بيانات الأفلام العربية